# Gaspar Xuarez
Gaspar Xuarez (Santiago del Estero, Argentina 11 de novembre del 1731 - Roma, Itàlia 3 de gener del 1804), escrit de vegades Gaspar Juárez, va ser un jesuïta, naturalista i botànic argentí.

## Biografia
Estudià en el Real Colegio Convictorio de Nuestra Señora de Monserrat (l'actual Colegio Nacional de Monserrat de Córdoba (Argentina)), i ingressà a la Companyia de Jesús l'any 1748. Es formà en filosofia i teologia a la Universitat de Córdoba. Un cop titulat es dedicà primordialment a l'ensenyament. El juliol de 1767, l'Orde va ser expulsada d'Amèrica pel rei Carles III d'Espanya. El pare Xuarez, aleshores amb 36 anys professor de la càtedra de Dret, s'expatria a Faenza (Itàlia) fins al 1773, any de la dissolució de la Companyia. S'establí a Roma i hi funda l'Orto Vaticano Yndico (l'"Hort Vaticà"), un lloc de conreu de plantes exòtiques, com aleshores s'anomenava a les espècies vegetals indígenes portades d'Amèrica. S'adscrigué a la província jesuítica de Rússia però no consta que hi anés. El 1798 volgué tornar a Amèrica com a missioner apostòlic de Propaganda Fide, però no pogué. Pius VII el nomenà revisor de les causes de beatificació.
Escrigué una Historia eclesiástica del Virreinato de Buenos Aires e Historia natural del mismo, que s'havia d'incloure en la Historia civil del Virreinato de Francisco Javier Iturri, que malauradament s'han perdut en la seva major part. També fou autor d'unes Cartas edificantes de la provincia de Paraguay, escrites després de l'expulsió, i havia començat una biografia de la venerable María Antonia de Paz y Figueroa que sembla que tampoc es conserven.
La seva aportació botànica més important van ser els tres fascicles de les Osservazioni Fitologiche, publicades en col·laboració amb Filippo Luigi Gilii de Roma, els anys 1789, 1790 i 1792. Desenvolupen aspectes del valor de les plantes cultivades, la forma de reproduir-les, anatomia i analogies entre animals i vegetals. La majoria de les plantes descrites són sud-americanes pre-colombines. Xuarez continuà a Itàlia els seus estudis botànics, i fou influït per botànics com Cavanilles, Ruiz, Pavón i A.L. de Jussieu, de qui n'adoptà les metodologies. Descrigué propietats medicinals de les plantes i les seves aplicacions, i els donà noms científics. Traduí l'obra de sir John Hill A Deccade of curious...trees and plants...accurately engraved (London: 1773). En botànica és conegut per l'abreviatura taxonòmica Xuarez.
Ruiz i Pavón, a qui traduí, li dedicaren el gènere Pentantria Monogynia Xuarezia. Lorenzo Raimundo Parodi homenatjà el jesuïta atorgant-ne el 1962 el nom al nounat Herbario de la Facultad de Agronomía Gaspar Xuarez. També li és dedicat el Jardín Botánico Gaspar Xuarez S.J. de la Universitat Catòlica de Córdoba. Tingué un poble dedicat en el municipi de Pozo Hondo del departament de Jiménez a la província argentina de Santiago del Estero.

## Obres
- Historia Natural del Río de La Plata 1788-1791
- F.L.Gilii, G.Xuarez Osservazioni fitologiche sopra alcune piante esotiche introdotte... Roma: Stamperia Arcangelo Casaletti/Stamperia Giunchiana,1789-1792 Text del volum I
- H.Ruiz, J.Pavón Florae Peruvianae et Chilensis Prodromus, sive novorum generum plantarum Peruvianarum, et Chilensium descriptiones et Icones. Editio secunda auctior, et emendatior Roma: Paleariniano, 1797 (edició i ampliació del Prodromus -Madrid. 1794- a cura de Xuarez))[11]
- J.Hill Decade di alberi curiosi ed eleganti piante delle Indie Orientali e dell'America Roma: Salomoni, 1786
- Elogio de la Señora María Josepha Bustos, americana Roma, 1797 (Elogio de la señora María Josefa Bustos, madre del Deán Funes Córdoba: Imp. de la Universidad, 1949)
- Vida iconológica del apóstol de las Indias S. Francisco Xavier Roma: Miguel Puccinelli, 1798, traducció ampliada del Compendio della vita di San Francesco Saverio de Giuseppe Massei, Roma: Michele Puccinelli, 1793 (Pamplona: Fundación Diario de Navarra, 2004)